# Orthochirus milloti
Espèce
Orthochirus milloti est une espèce de scorpions de la famille des Buthidae.

## Distribution
Cette espèce est endémique de la région de Kidal au Mali. Elle se rencontre vers Aguel'hoc.

## Systématique et taxinomie
Cette espèce a été décrite par Lourenço en 2021.

## Étymologie
Cette espèce est nommée en l'honneur de Jacques Millot.

## Publication originale
- Lourenço, 2021 : « The true status of the specimen belonging to the genus Orthochirus Karsch, 1891 (Scorpiones: Buthidae) from Aguelhok (Aguel’hoc), Mali. » Revista ibérica de aracnología, no 38, p. 99-102.